# 王燮 (崇禎進士)
王燮（？—？），字雷臣，湖廣黃陂人，順天宛平縣籍。明末清初政治人物。

## 生平
明崇禎三年（1630年）庚午科順天鄉試第十八名舉人。崇祯十年，登丁丑科三甲进士。通政司观政，十一年六月授鄞县知县，十二年调繁祥符县，十五年欽補河南道御史，监阳怀东晋等兵，十六年巡按淮揚，十七年六月弘光朝廷任命为山東巡撫。清朝入关后降清，順治三年，选江西道监察御史，巡按兩浙鹽運。

## 家族
曾祖王檄，锦衣卫指挥同知；祖王扩，官同前；父王崇德，指挥同知、掌北司。